# 유키토키
유키토키(ユキトキ)는 야나기나기의 음악이다. 그녀의 5번째 싱글로, 2013년 4월 17일에 제네온・유니버설에서 발매되었다.

## 개요
전작 "Zoetrope" 의 발매부터 약 3개월 만에 선 보이는 2013년 2번째 싱글이다.
본곡은 TV 애니메이션 "역시 내 청춘 러브코메디는 잘못됐다."의 오프닝 테마로 사용되었다. 내용은 감정의 비뚤어짐이 풀려나가는 모습을 눈이 녹는 것에 비유한 시부야계의 곡으로, 작중의 메인 히로인인 유키노시타 유키노의 마음이나 아잘리아가 가사 중에 포함되어 있다. 덧붙여서 봄에 피는 경우가 많은 아잘리아를 넣은 것은 정말 낮은 확률로 겨울에 피기 때문에 이번 작품에 맞다고 판단했기 때문이다. 또한 녹음할 때도 편안하게 불렀다고 한다.
싱글의 재킷으로는 아잘리아를 비처럼 표현한 배경에 잠 자는 버들이 나왔으며 목과 머리에는 각각 머플러와 눈의 결정을 넣었다. 촬영은 받침대 위에 누운 상태에서 조명하고, 그 다음 촬영됐다.
싱글 2곡째인 "소리 없는 꿈"은, 소중한 말(言)을 잃어도 좌절하지 않는 모습을 노래하고 있다.
싱글 3곡째 "Surrealisme"은 전위 예술이며 초현실주의를 테마로 한 냉정함과 따뜻함이 혼재된 반도네온이 활약하는 빠른 곡으로, 작곡을 키쿠오가 담당하는데, 이는 야나기나기 자신이 키쿠오의 팬이라는 것을 알려주며, 그의 독특하고 재미 있는 곡조가 필요하다고 판단했기 때문이다. 가사 중에는 미술 관련 구절이 들어 있으며, 제작 때도 르네 마그리트 등 초현실주의 그림을 보면서 했다고 한다. 또 키쿠오에게는 자신을 악기를 사용해 달라고 주문하는 바람에 초반에 어두운 분위기인 것이 후반에서는 뮤지컬과 재즈를 융합시킨 밝은 느낌이라는 사소한 놀이가 포함되어 있다. 덧붙여서 완성된 악곡이 빠르지만, 당초는 재미 있는 분들과 약간 망설였던 무리한 분들의 2가지 버전을 마련했다. 그러나 키쿠오의 재미 있는 아이디어에 흥미를 가지고 굳이 이쪽을 선택해서 연습을 했지만, 녹음 때 혀를 깨우는 트러블을 몇번 겪고 고생했다고 한다.

## 비평
Billboard JAPAN의 야마모토 쥰은, "데려가 줘 데려가 줘"라는 가사가 그녀의 노랫 소리와 함께 녹아든 시원한 느낌을 준다."라는 평가를 했으나, CD저널은 "눈 녹음과 마음의 해방을 거듭한 가사가 투명감 있는 목소리로 전달된다."라고 평했다.

## 수록 앨범
| 곡명     | 앨범         | 発売日         |
| -------- | ------------ | -------------- |
| 유키토키 | 『에우아루』 | 2013년 7월 3일 |